# Gustav Schönleber

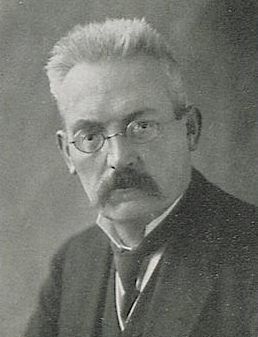
Gustav Schönleber 1914

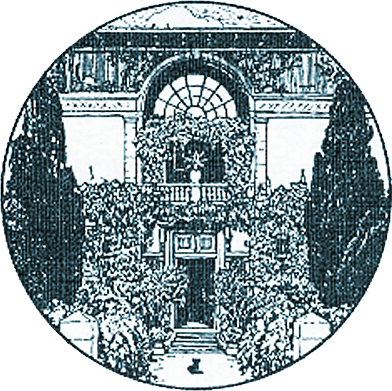
Signet der Villa Schönleber, wie es Gustav Schönleber auf seinen Drucksachen verwendete

Gustav Schönleber (* 3. Dezember 1851 in Bietigheim; † 1. Februar 1917 in Karlsruhe) war ein deutscher Maler.

## Leben
Gustav Schönleber besuchte erst die ortsansässige Lateinschule und dann ein Gymnasium in Stuttgart. In der Kindheit erblindete er auf einem Auge. Er studierte Maschinenbau am Polytechnikum Stuttgart, doch sein Vetter erkannte sein Talent und empfahl ihm zum Studium an der privaten Kunsthochschule von Adolf Lier in München, wo er von 1870 bis 1873 sein Studium der Landschaftsmalerei aufnahm. Viele später sehr bekannte Motive entdeckte Gustav Schönleber, so etwa Besigheim, Rothenburg 1870 und 1875 das damals schwer zugängliche Hiddensee (als Illustration für Edmund Hoefers Publikation „Küstenfahrten an der Nord- und Ostsee“). Zusätzlich besuchte er berühmte Malorte etwa in Frankreich (u. a. Paris und Dieppe), Italien und Holland (u. a. Sluis).

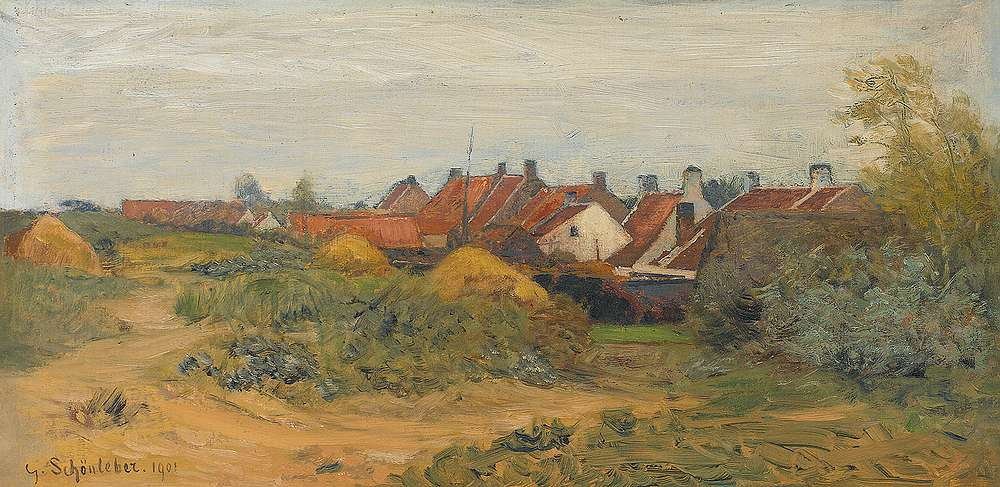
Dünendörfchen (De Panne, Belgien), 1901

Gustav Schönleber unterrichtete von 1880 bis 1917 an der Großherzoglichen Akademie der Bildenden Künste Karlsruhe. Als seine Schüler sind u. a. Friedrich Kallmorgen, Raoul Frank, Wilhelm Hasemann, Gustav Kampmann, Paul Müller-Kaempff, Gerhard Bakenhus, August Groh, Adolf Luntz, Eduard Schloemann, Wilhelm Ritter, Max Wilhelm Roman, Alfred Helberger, Max Frey, Georg Burmester und Ernst Eitner zu nennen.
1888 ließ er in Karlsruhe unmittelbar neben der Akademie die bis heute existierende Villa Schönleber errichten; 1913 erfolgte ein Anbau mit Autogarage, so dass die Nutzfläche auf 764 m² anstieg. Zurzeit sind in der Villa Ateliers, die Räume der Bildungswissenschaften, die Fotowerkstatt und die Kommunikationsabteilung der Akademie untergebracht.
Schönleber gehörte zur bevorzugten Auswahl zeitgenössischer Künstler, die das Komité zur Beschaffung und Bewertung von Stollwerckbildern dem Kölner Süßwarenproduzenten Ludwig Stollwerck zur Beauftragung für Entwürfe vorschlug.
Nachdem die Regierung des Großherzogtums Baden die Sprengung der Laufenburger Stromschnellen beschlossen hatte, beauftragte sie Gustav Schönleber damit, das Naturwunder vor seiner Zerstörung zu malen und vergütete das Werk mit 10.000 Mark.
Gustav Schönleber war Mitglied im Deutschen Künstlerbund.

## Werk

### Bezug zum Impressionismus
Heute wird Schönleber als Wegbereiter des deutschen Impressionismus betrachtet. So sieht ihn Gerhard Kabierske als „geistigen Vater der Karlsruher Secession“ und bezieht sich auf dessen Schüler, die zum Impressionismus und Expressionismus gezählt werden.
Seine Malweise galt den Kritikern früherer Jahrzehnte und Zeitgenossen als Modern: Die Zeitschrift Die Kunst und das schöne Heim zählte ihn zu den „bedeutendsten und eigenwilligsten schwäbischen Realisten und Impressionisten“ […] und bezeichnete ihn als „Meister der Naturbeobachtung“. Michael Lassmann beschrieb die Werke in der Zeitschrift Weltkunst als „gemäßigt impressionistischer Manier und stets ein gediegen gedeckte Tonigkeit“. Hans Koepf bescheinigte Schönleber „eine Abkehr vom Impressionismus“.

### Motive
Gustav Schönleber war konsequent nur Landschaftsmaler. Seine Motive und Malweisen blieben in seiner über 40-jährigen Schaffensphase sehr konstant. Ihm wird in jüngeren Publikationen eine geschmackvolle Wahl der Motive bzw. ein Faible für besondere Motive bescheinigt. Er malte bevorzugt Szenen am Wasser, sowohl Binnengewässer als auch Küsten, in den Niederlanden, Deutschland und in Italien, sowie Ortsränder in den Niederlanden und Deutschland. Ihn interessierten insbesondere saisonale Ereignisse wie Hochwasser. Von anderen Orten, die er bereiste, etwa Metropolen wie London, Paris und Berlin sind keine Gemälde belegt.

### Ausgewählte Werke
- Apothekergäßle von Eßingen, angekauft vom Kunstverein München
- Der Kai alle Zattere in Venedig mit Segelschiffen und Booten, Öl auf Pappe 33,2 × 28,8 cm, 1871, Städelsches Kunstinstitut Frankfurt
- Fischerflotte bei Murano, 1876, Kunsthalle Bremen
- Regatta in Venedig, 1877, Öl auf Leinwand 100 × 200, Staatliche Kunsthalle Karlsruhe
- Ebbe in Vlissingen, 1881, Staatliche Kunstsammlungen Dresden
- Holländisches Dorf, 1882, Staatliche Kunsthalle Karlsruhe
- Mühle bei Delft, 1882, Sammlung Sidney und Jenny Brown
- Riviera, 96 × 127,5, 1882, Museum Nuss, Sammlung Karl Ulrich Nuss
- Alt-Eßlingen-Motiv von der älteren Neckarbrücke, Öl auf Leinwand 167,4 × 136,5 cm, 1883 Städelsches Kunstinstitut Frankfurt
- Ebbe in Vlissingen / Flußlandschaft, Öl auf Hartfaserplatte 41,5 × 50,7 cm 1883, Otto-Dix-Haus Kunstsammlung Gera
- Nieuwe Kerk, Diepenbrugge, 1885
- Häuser in Vlissingen, 1885, Bayerische Staatsgemäldesammlungen, München
- Quinto al mare (verschiedene Versionen, darunter ein Ölgemälde von 1888)
- Enzwehr bei Besigheim, 1888, Nationalgalerie Berlin
- Hochwasser am Neckar, 1885, Staatsgalerie Stuttgart
- Daxlanden, 1890, Kurpfälzisches Museum der Stadt Heidelberg
- Überschwemmung, 1890 Von der Heydt-Museum, Wuppertal
- Abendliches Dorf in Holland, 1891
- Ponte dei Barettari, 1874 (Titelbild des Katalogs der Ausstellung „Venedig-Bilder in der deutschen Kunst des 19. Jahrhunderts“)
- Dorfrand, 1895
- Abend in Dordrecht, (aus dem Haus Traine-Blaubach, Köln. Gezeigt auf der Internationalen Kunst-Ausstellung Berlin 1896)
- Bucht, (Sammlung Viktor Mössinger. Gezeigt auf der Internationalen Kunst-Ausstellung Berlin 1896)
- Im Hafen von Specia, 1897, Öl auf Papier 41 × 59, ehemals Sammlung Abraham Adelsberger
- Enzwehr, 1899. Leihgabe der Dresdner Bank an den Regierungspräsidenten, später Nationalgalerie Berlin (vermisst)
- Mühle in Besigheim, 1900 Gemälde- und Skulpturensammlung der Stadt Nürnberg
- Landschaft, Sammlung Wilhelm Brandes der Stadt Konstanz
- Arbeiten für das Reichstagsgebäude: Straßburg (1897) Rothenburg (1908)[10]
- Brandung am Nordseestrand, 1903. Staatliche Kunstsammlungen Dresden / Galerie Neue Meister (verschollen, Kriegsverlust)
- Whit Sunday, 1903 Kunsthalle Bremen
- Partie an der Enz, Städtische Gemäldesammlung Pforzheim, 23. Februar 1945 bei Fliegerangriff durch Brand zerstört
- Alte Häuser am Kanal Öl auf Leinwand 43 × 32, ehemals Sammlung Peter Burnitz
- An der Yser, 1915
- Konstanz, Stadtmuseum Köln
- Venezianische Fischerboote, Öl auf Leinwand 18 × 24, Leipzig Museum
- Seestück, erworben 1929 von Paula Salomon-Lindberg und Albert Salomon bei der Galerie Carl Nicolai in Berlin

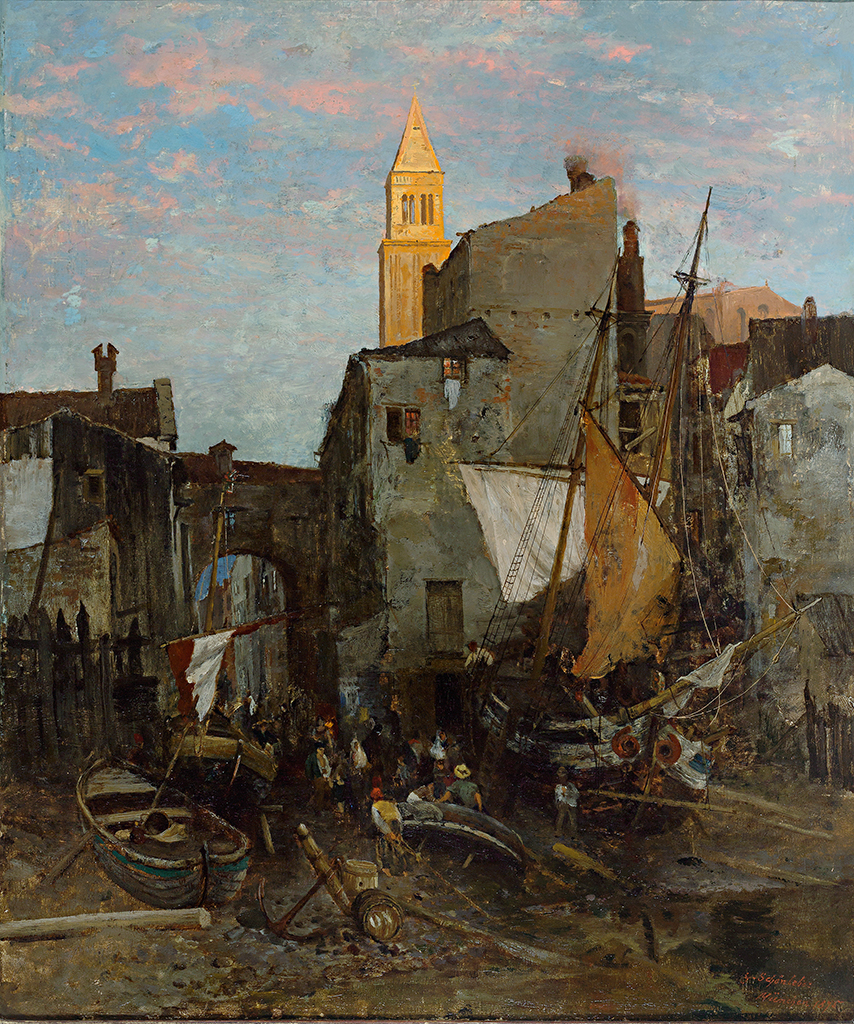
Sotto Marina bei Venedig, 1875
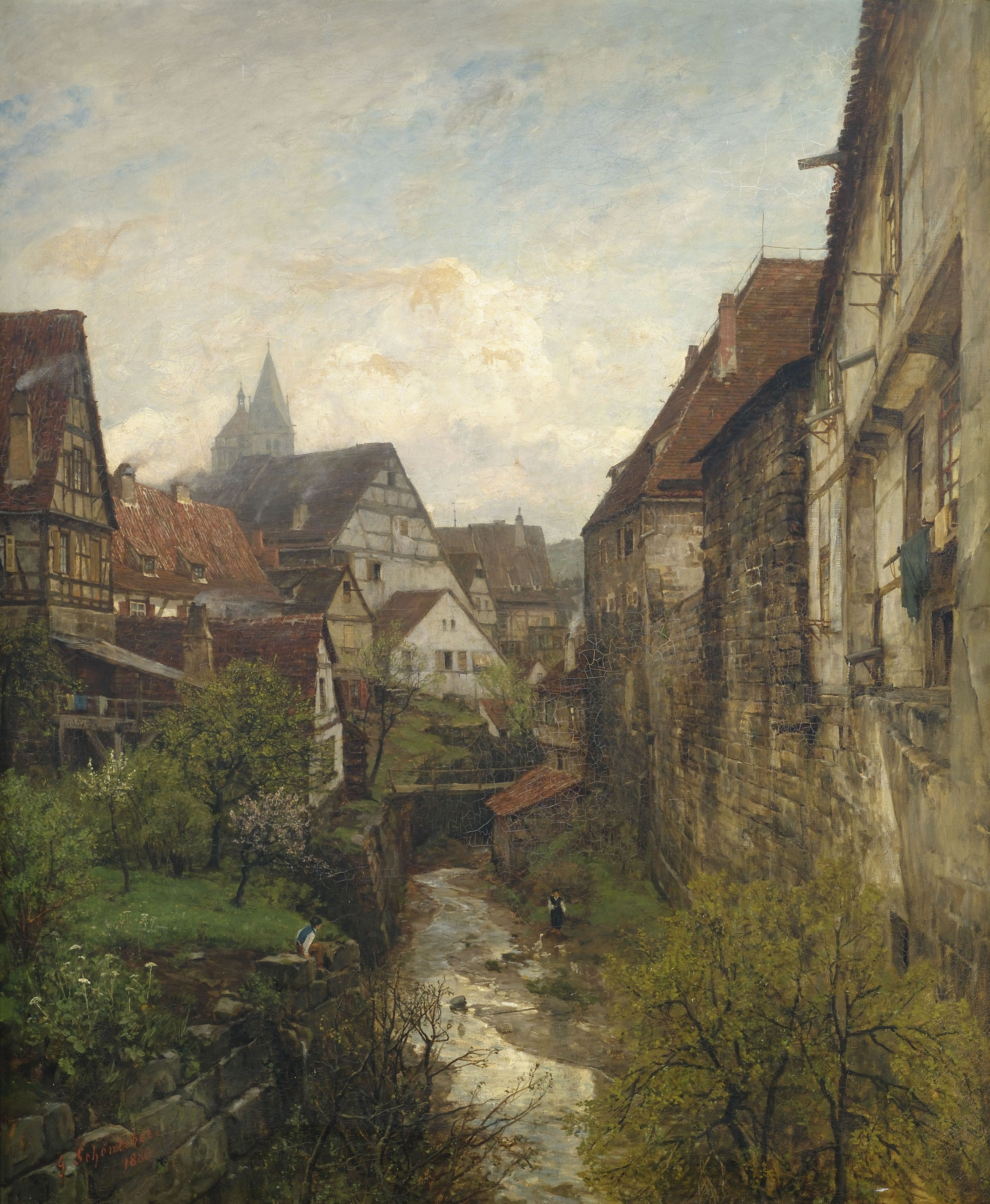
Partie in der Esslinger Altstadt, 1880
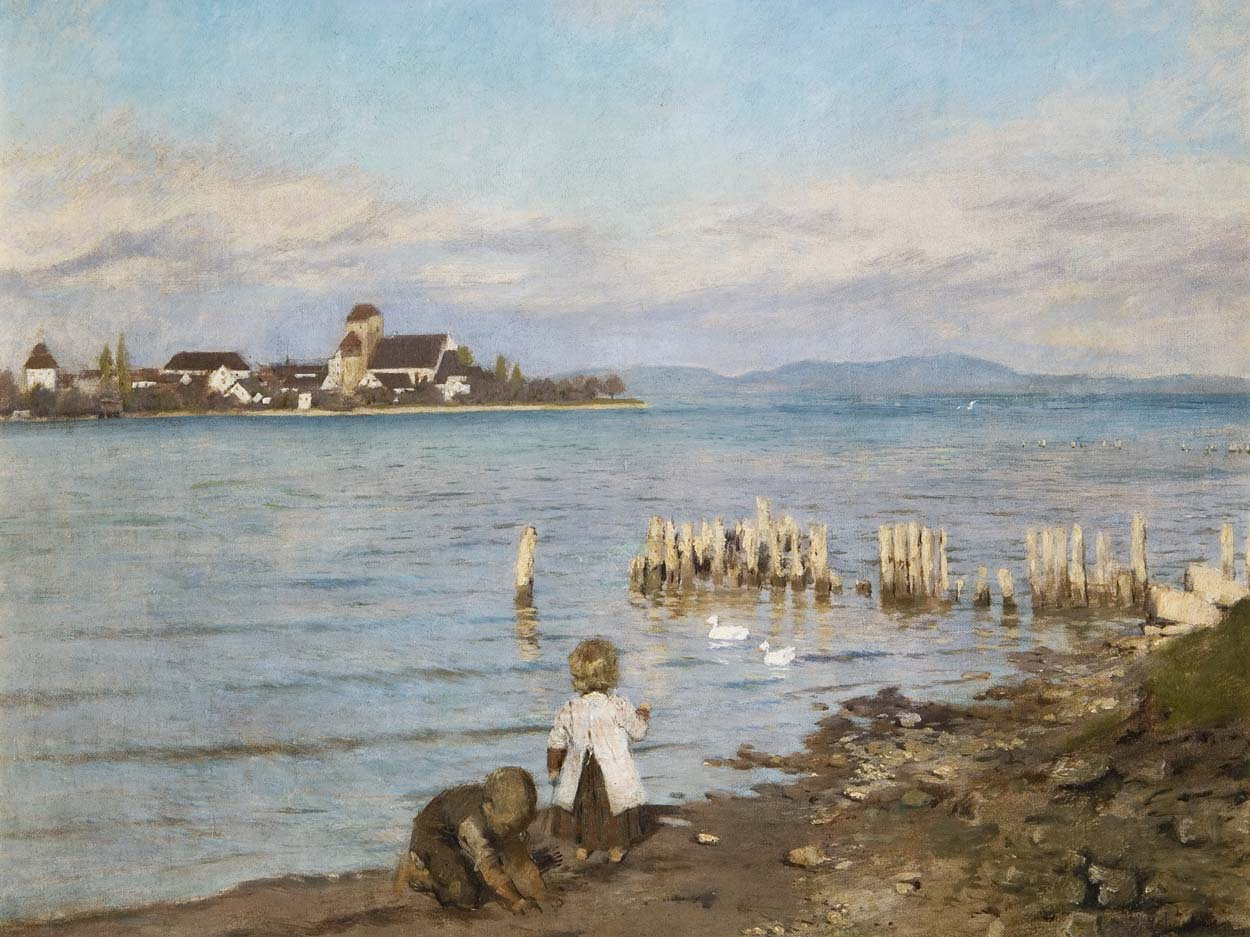
Spielende Kinder am Bodensee

## Ausstellungen
Werke von Schönleber wurden in so bedeutenden Galerien wie Kunstsalon Schulte und Galerie Thannhauser gezeigt, ebenso auf der Weltausstellung Paris 1878 und den Weltausstellungen in Wien, Melbourne, Chicago und St. Louis.
1895 vertrat Schönleber gemeinsam mit Max Liebermann und Fritz von Uhde Deutschland auf der ersten Biennale in Venedig. Die Galerie Fritz Gurlitt zeigte 1910 in Berlin eine Einzelausstellung. Zum 60. Geburtstag gab es 1912 eine große Schönleber-Ausstellung in Stuttgart.
Anfang 1918 organisierte das Kunsthaus Schaller in Stuttgart die „Nachlassausstellung Gustav Schönleber“, Verfasser des Begleitkatalogs war Theodor Heuss, der zuvor schon über Schönleber geschrieben hatte.

## Familie
Gustav Schönleber wurde als fünftes Kind von Friedrich und Heinrike Schönleber geboren und hatte 8 Geschwister. In dem Haus der Familie wohnte auch die Familie Bälz, deren Sohn Erwin Bälz drei Jahre älter war als Gustav Schönleber. Als die Familie den Sommerurlaub 1901 in Belgien verbrachte, wurde Wilhelm Hausenstein als Hauslehrer engagiert. Der Vater führte einen Industriebetrieb mit 170 Mitarbeitern. 1882 heiratete Gustav Schönleber Luise Deffner, sie hatten gemeinsam drei Kinder. Der Sohn Felix wurde Bildhauer, der Sohn Hans Otto wurde Arzt und betätigte sich erfolgreich auch als Grafiker.

## Würdigungen
- 1882 wurde Schönleber zum Ehrenmitglied der Münchner Kunstakademie ernannt.
- Am 24. Januar 1911 wurde er mit dem preußischen Orden Pour le Mérite ausgezeichnet.
- König Wilhelm II. von Württemberg verlieh Schönleber 1912 die Große Goldene Medaille für Kunst und Wissenschaft am Bande des Ordens der württembergischen Krone.
- Die Albert-Ludwigs-Universität Freiburg verlieh ihm die Ehrendoktorwürde.
- Nach Schönleber sind in Bietigheim eine Straße und eine Schule benannt, in Cuxhaven und Karlsruhe jeweils eine Straße.